# Cyclecars Phébus
Cyclecars Phébus war ein französischer Hersteller von Automobilen.

## Unternehmensgeschichte
Das Unternehmen aus Lyon begann 1921 mit der Produktion von Automobilen. Der Markenname lautete Phébus. Im gleichen Jahr endete die Produktion bereits wieder. Es bestand keine Verbindung zu Phébus aus Suresnes.

## Fahrzeuge
Das einzige Modell war ein Cyclecar. Für den Antrieb sorgte ein Zweizylindermotor.